# Una storia d'amore (film 1937)
Una storia d'amore (Porky's Romance) è un film del 1937 diretto da Frank Tashlin. È un cortometraggio d'animazione della serie Looney Tunes, uscito negli Stati Uniti il 3 aprile 1937. Fu l'ultimo cartone animato doppiato da Joe Dougherty, voce originale di Porky Pig, che a partire dallo stesso anno venne sostituito da Mel Blanc a causa dell'incapacità di controllare la sua balbuzie. Il cortometraggio vede inoltre la prima apparizione del personaggio di Petunia Pig.

## Trama
Porky progetta di chiedere a Petunia di sposarlo e, andando a trovarla, compra un anello di diamanti, una scatola di caramelle e un mazzo di fiori. Lei inizialmente rifiuta di aprirgli, facendolo entrare solo dopo essersi accorta delle caramelle. Mentre Petunia mangia le caramelle, la sua cagnolina Fluffnums impedisce a Porky di mangiarne, gli rompe il cappello e gli toglie il tappeto da sotto i piedi proprio mentre sta facendo la proposta di matrimonio. Petunia ride di lui, così Porky se ne va e, scritta una lettera di addio alla fidanzata, cerca di impiccarsi a un albero, ma il ramo su cui è appesa la corda si spezza a causa del suo peso e lo fa cadere. Mentre è stordito, Porky sogna di sposare Petunia; tempo dopo il matrimonio, però, Petunia e Fluffnums sono diventate grasse e pigre, e non fanno altro che mangiare caramelle mentre Porky deve fare tutte le faccende domestiche, con risultati disastrosi. Quando Porky fa cadere una pila di piatti, i suoi numerosi bambini (tutti chiamati Porky Jr.) si mettono a piangere e Petunia ordina a Porky di zittirli. Lui le dice docilmente che sta facendo del suo meglio, ma Petunia gli urla contro per averle risposto e lo colpisce ripetutamente in testa con un mattarello mentre i bambini la incitano. Porky si sveglia dal sogno mentre Petunia lo sfiora delicatamente, scusandosi per il suo precedente comportamento e accettando la sua proposta. Quando ricorda ciò che era accaduto nel sogno, Porky fugge via, ma non prima di essersi ripreso le caramelle e aver tirato un calcio a Fluffnums.

## Distribuzione

### Edizione italiana
L'edizione italiana del corto fu trasmessa direttamente in televisione negli anni 2000; il doppiaggio fu eseguito dalla Time Out Cin.ca e diretto da Massimo Giuliani. Non essendo stata registrata una colonna internazionale, fu sostituita la musica presente durante i dialoghi.

### Edizioni home video
Il corto fu pubblicato in DVD-Video in America del Nord nel terzo disco della raccolta Looney Tunes Golden Collection: Volume 3 (intitolato Porky and the Pigs) distribuita il 25 ottobre 2005, dove è visibile anche con un commento audio di Mark Kausler. Fu quindi inserito, nuovamente col commento audio, nel secondo disco della raccolta DVD Porky Pig 101, uscita in America del Nord il 19 settembre 2017.